# Washington (állam)
Washington állam az Amerikai Egyesült Államok központi területének északnyugati sarkában helyezkedik el. Délen Oregonnal, keleten Idahóval, északon Kanadával (Brit Columbia), nyugat felől pedig a Csendes-óceánnal határos. Fővárosa Olympia, legnagyobb városa Seattle.
Washington 1889. november 11-én negyvenkettedikként csatlakozott az Unióhoz. A 2006. évi népszámlálás adatai szerint lakosainak száma 6 395 798 fő volt. Az államot George Washington, az Egyesült Államok első elnökének tiszteletére nevezték el. Magyarul „Washington államnak” is nevezik, hogy megkülönböztessék Washington D.C-től, az Egyesült Államok fővárosától.

## Földrajz

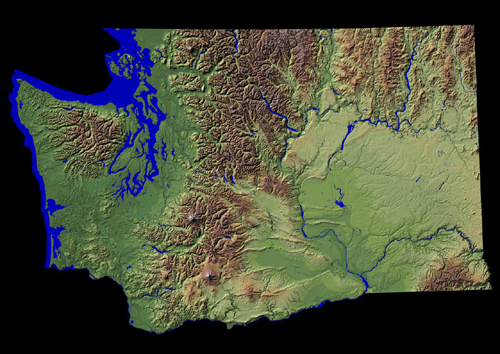
Washington domborzati térképe

Washington földrajzi régiói

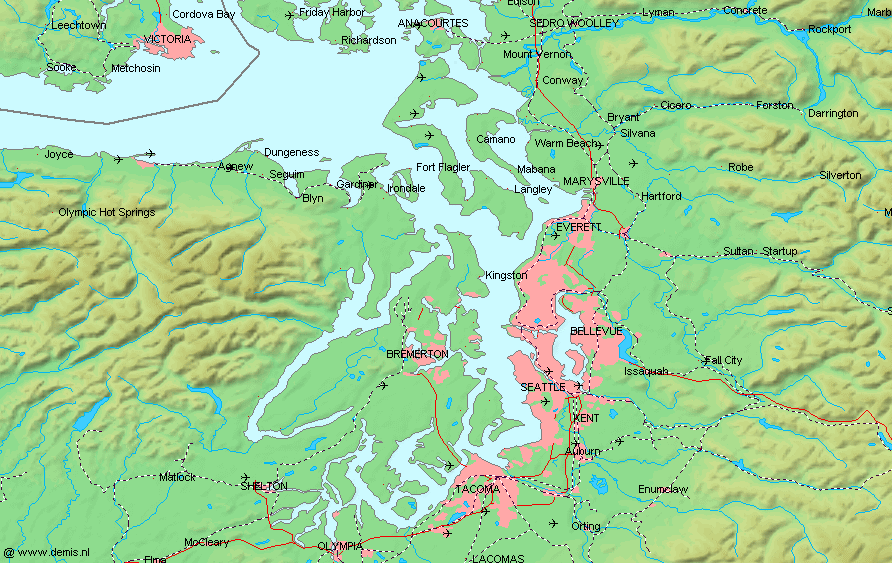
Puget Sound térképe

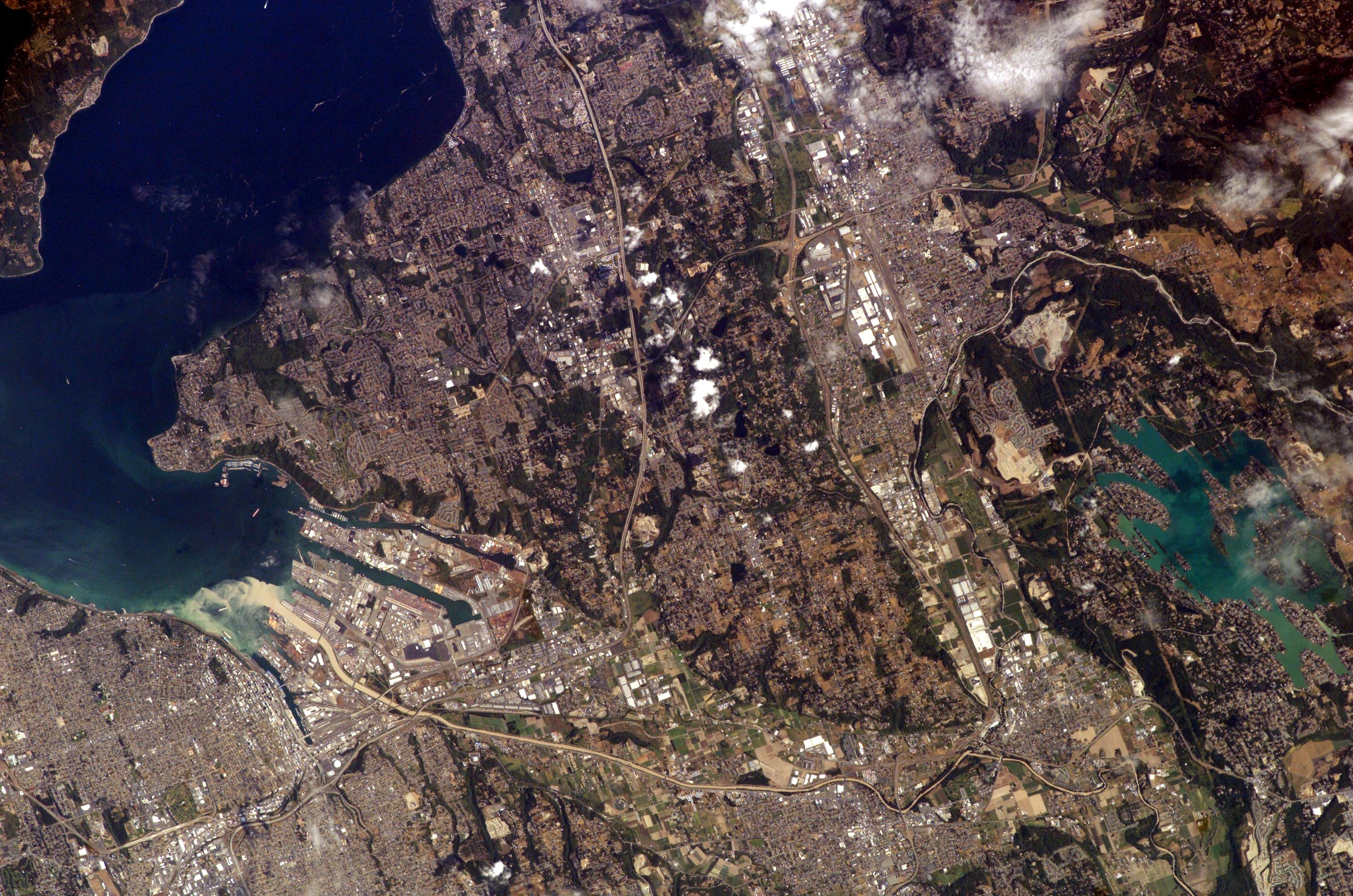
Tacoma és az öböl

Washington az Egyesült Államok északnyugati részén fekszik, északi határa a 49 szélességi fok mentén húzódik. Északról Kanadával, nyugatról a Csendes-óceán, keletről Idaho, délről pedig Oregon állammal határos.
Az állam három fő földrajzi egységre osztható: keleti, középső és nyugati részre. Kelet-Washington az állam legnagyobb összefüggő területű része, amit a Columbia-fennsík és a Columbia folyó, valamit mellékfolyóinak völgyei alkotják. Az állam középső részén az észak-déli irányban húzódó Cascade-hegység található számos vulkánnal. A Cascade-hegységtől nyugatra fekszik a parti síkság, a Puget Sound, valamint az Olympic-félsziget az Észak-amerikai Parti-hegység egyik láncával, az Olympic-hegységgel.

### Belső területek
Az állam belső területe kemény, vulkanikus kőzetből épült fel, amit sok helyen a gleccserek lecsiszoltak, a folyók pedig völgyeket vágtak maguknak. A Cascade-hegység teljesen különválasztja Washington keleti és nyugati felét és megakadályozza az óceáni szél és csapadék beáramlását a belső területekre. A délkeleti részen található Palouse Hills-nél a talaj löszös, amely kedvez az öntözéses mezőgazdaságnak, az ettől nyugatra levő Yakima-völgy vulkanikus folyóvölgye a szőlőtermesztésnek kedvez. Az állam nagy részét a Columbia-fennsík teszi ki, de a délkeleti sarokban egy kisebb hegység, a Kék-hegység található, míg az északkeleti részen az Okanogan-magasföld, a Kettle River-hegység és a Selkirk-hegység déli vonulata található. A Columbia folyó északkeleten Brit Columbiánál lép az állam területére. A Spokane folyó egybeömlésétől nyugat irányba kanyarodik, majd a Cascade-hegység lábainál délnek veszi útját. Washington déli határának közelében, a Yakima folyó nyugatról csatlakozik hozzá, keletről pedig a Snake folyó. Ezután ismét nyugatra kanyarodva Washington és Oregon államok természetes határát képezi, s a Cascade-hegységen keresztül törve éri el a tengert.

### Cascade-hegység
Washington legfeltűnőbb felszíni jellegzetessége a Cascade-hegység, amelynek csúcsa a 4 392 méter magas Mount Rainier. A Cascade-hegység eltorlaszolja az óceánról érkező meleg levegő áramlását, amely bőséges esőzést eredményez a hegység nyugati oldalán, másrészről viszont keleten félsivatagi körülményeket teremt. A hegységről kelet felé igyekvő Wenatchee, Yakima és más folyók völgyében az öntözés alapvető előfeltétel a mezőgazdaság számára. A hegység két nemzeti parknak, az Északi-Cascade és a Mt. Rainiernek ad otthont, valamint a Mount St. Helens nevű, a világ egyik leghíresebb tűzhányójának.

### Az állam nyugati része és az óceán partja
Az állam nyugati része az Egyesült Államok legcsapadékosabb területe. A legmagasabb csúcsokon évente átlagosan mintegy 381 cm csapadékot mérnek, ennek következtében sűrű lucfenyő, balzsamfenyő, kanadai fenyő és cédrusfa erdő borítja. A Cascade-hegység és az Észak-amerikai Parti-hegységhez tartozó Olympic-hegység között fekszik a Puget-szoros. Itt épült Seattle, Tacoma, Everett és mára ez az állam legsűrűbben lakott és iparosított területe. Az Olympic-félszigeten található Olympic-hegység legmagasabb pontja a Mt. Olympus 2 428 méteres magasságával. A félszigeten található az Olympic Nemzeti Park, ami a világörökség része. Az óceán partján délnyugatra két nagyobb öböl található, a Grays Harbor, ami a Chehalis folyó tölcsértorkolata és a 670 km²-es Willama-öböl. A Puget Sound öblében több mint 300 sziget található, köztük a San Juan-szigetek és a Whidbey-sziget, ami a legnagyobb sziget.
Az állam legészaknyugatibb részén található Point Roberts városa, amely egy Kanadából kiinduló félsziget déli csücskén helyezkedik el így a terület nem kapcsolódik Washington szárazföldi határaihoz, csak Kanadán keresztül lehet átutazni belőle az Egyesült Államokba.

### Duzzasztógátak

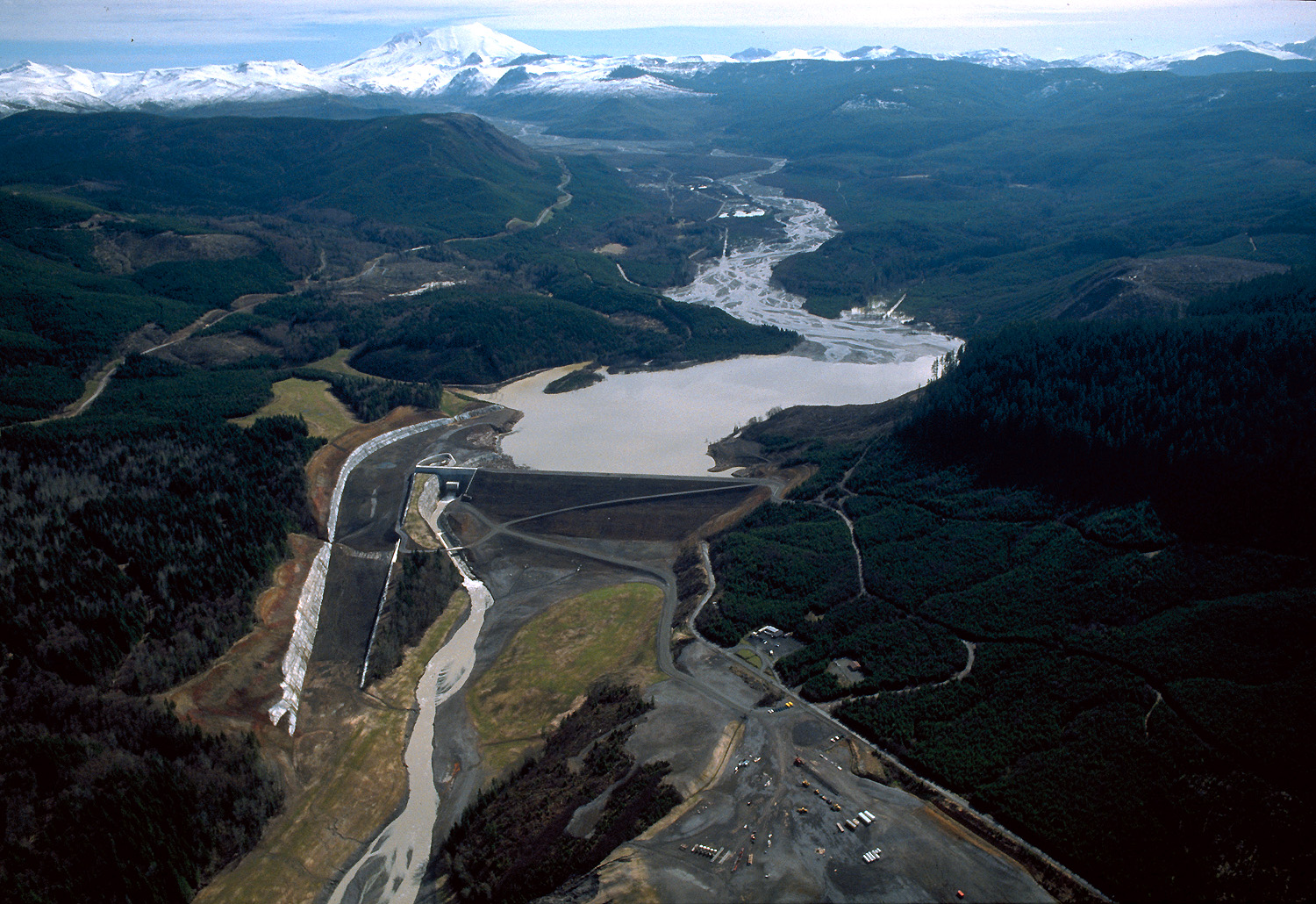
Toutle folyó
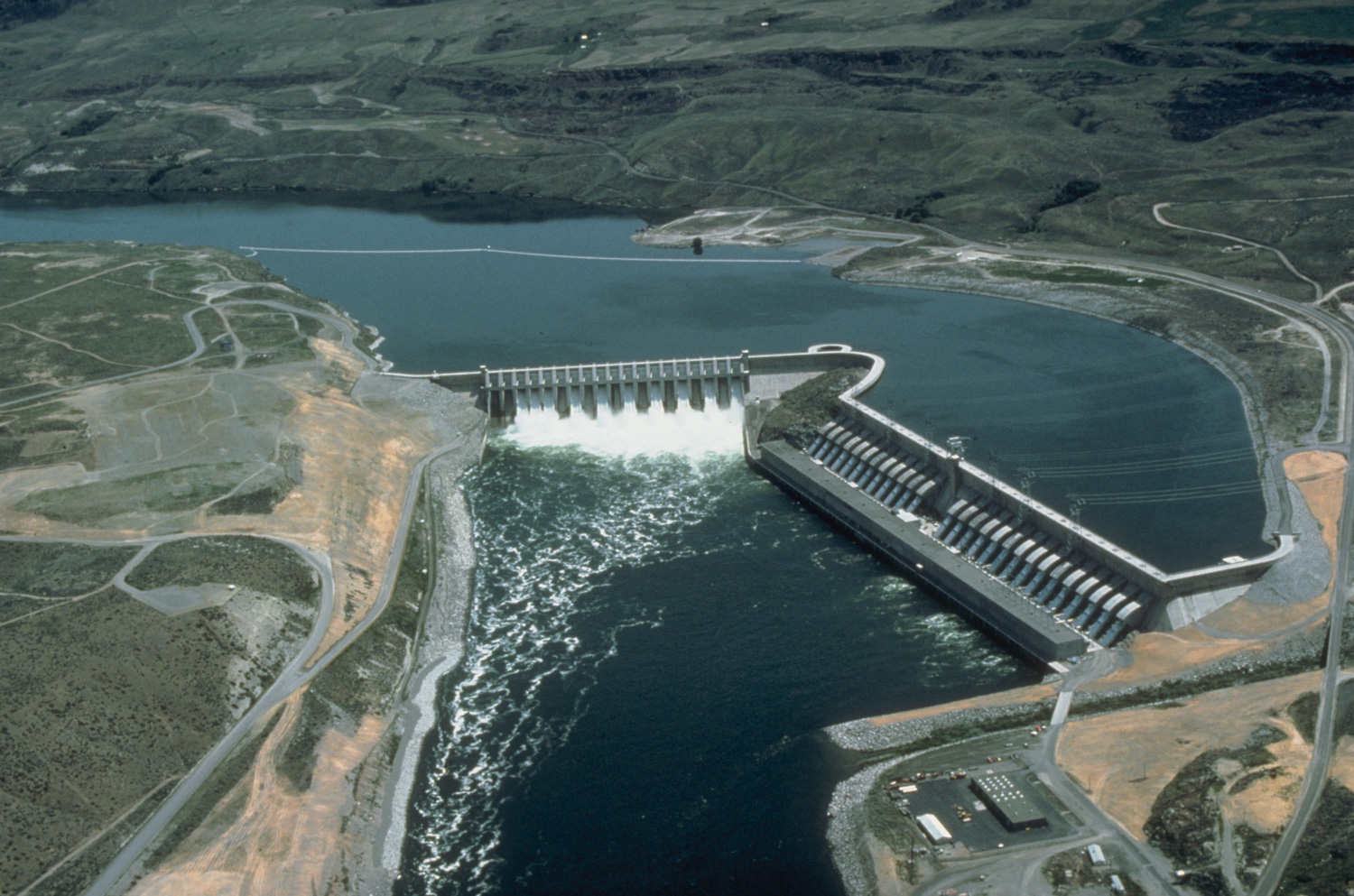
Chief Joseph duzzasztógát
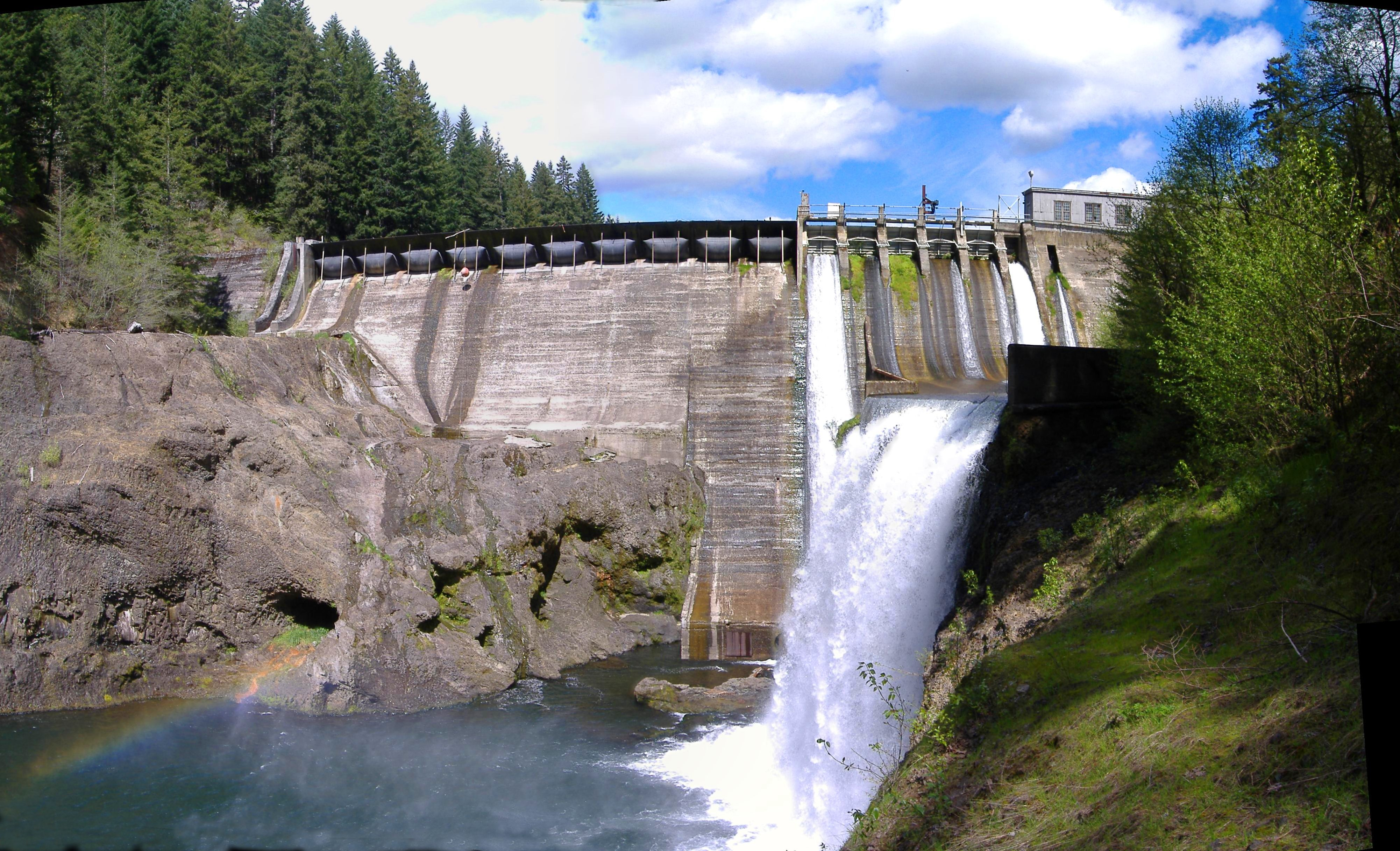
Condit duzzasztógát

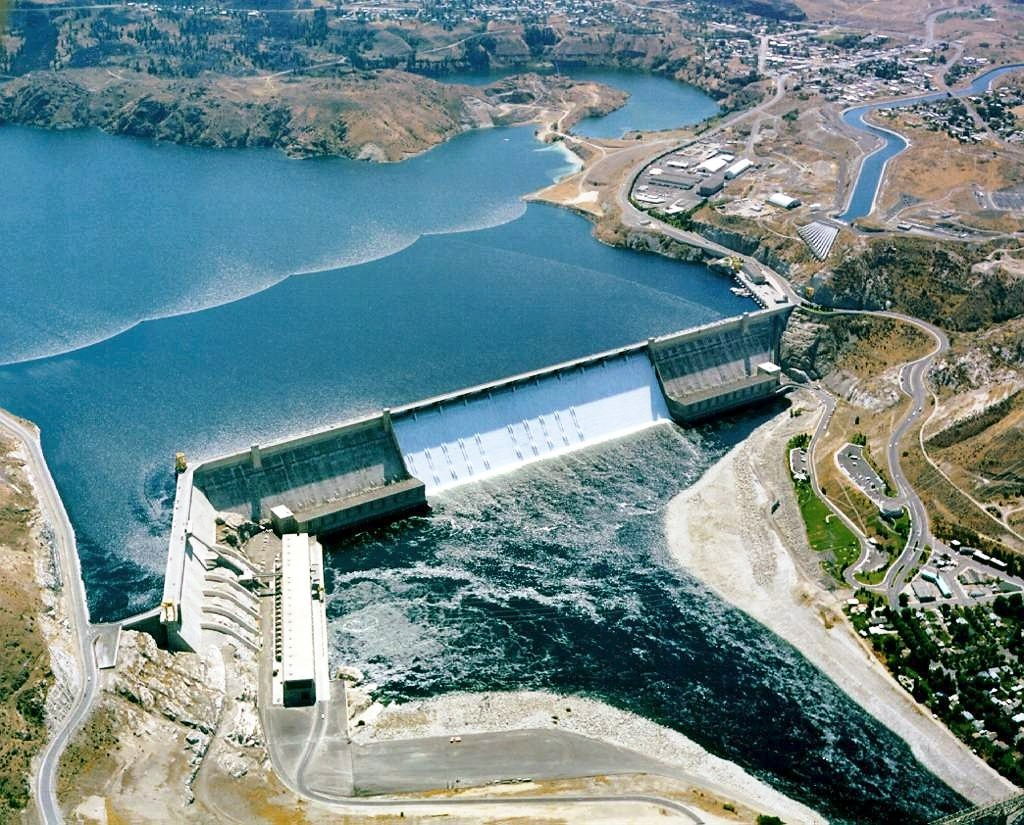
Grand Coulee duzzasztógát
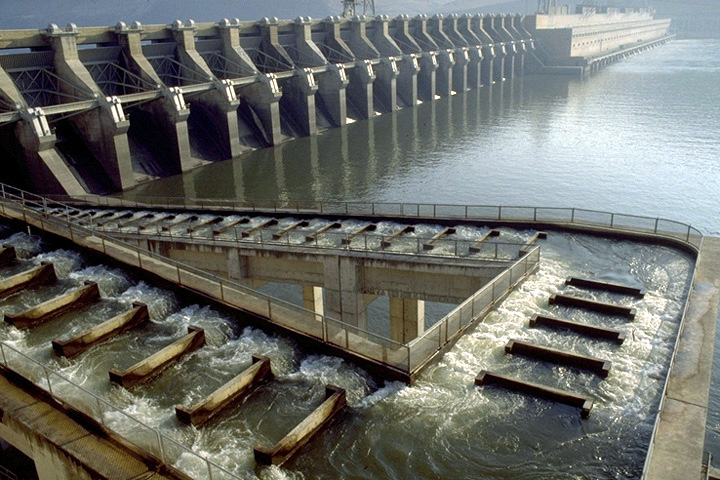
John Day duzzasztógát
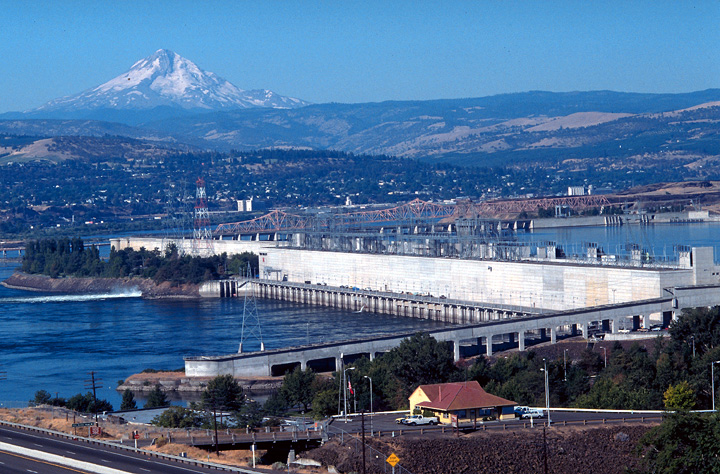
The Dalles duzzasztógát

### Nemzeti parkok, természetvédelmi területek, rezervátumok

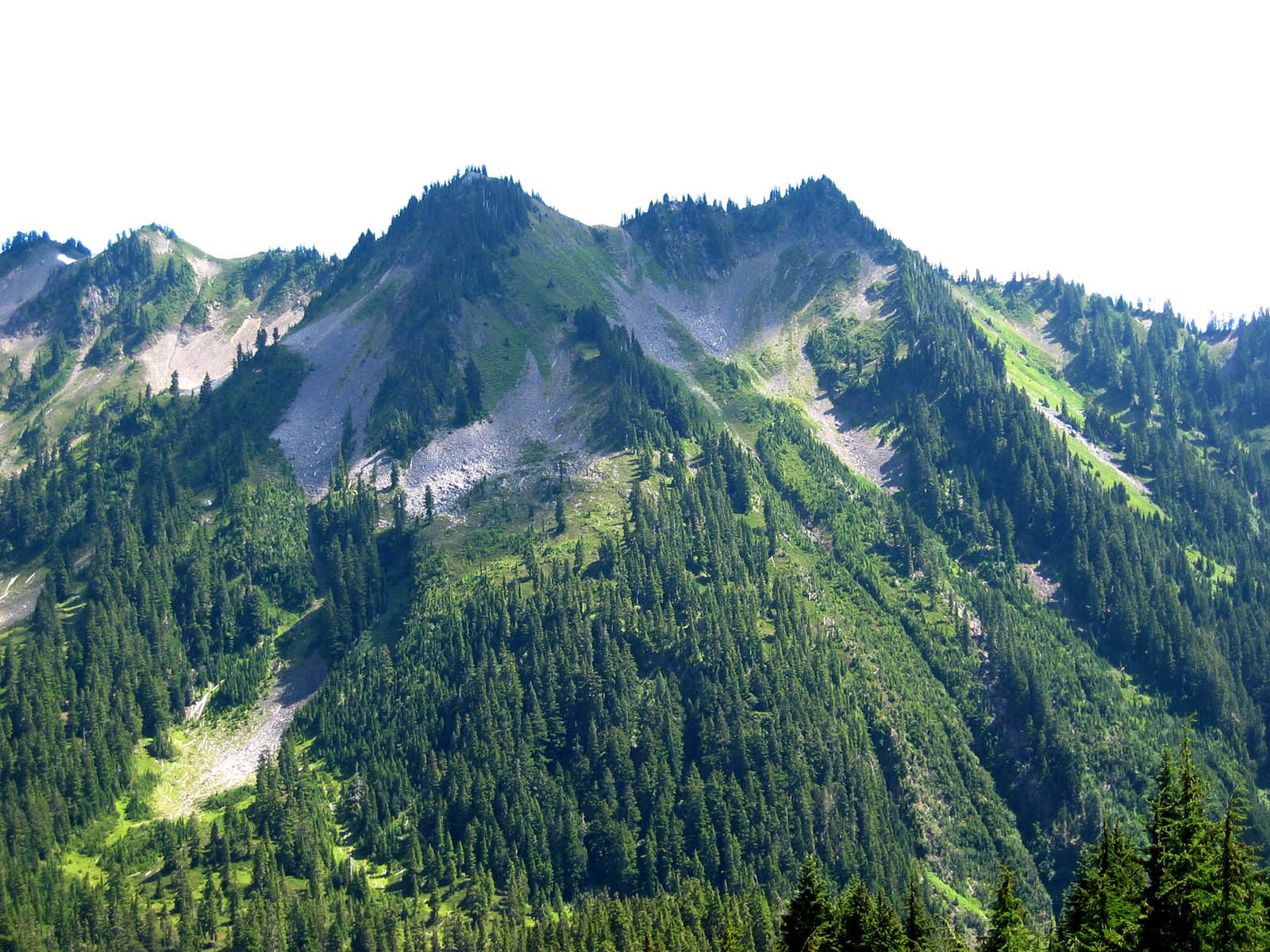
Olympic Nemzeti Park

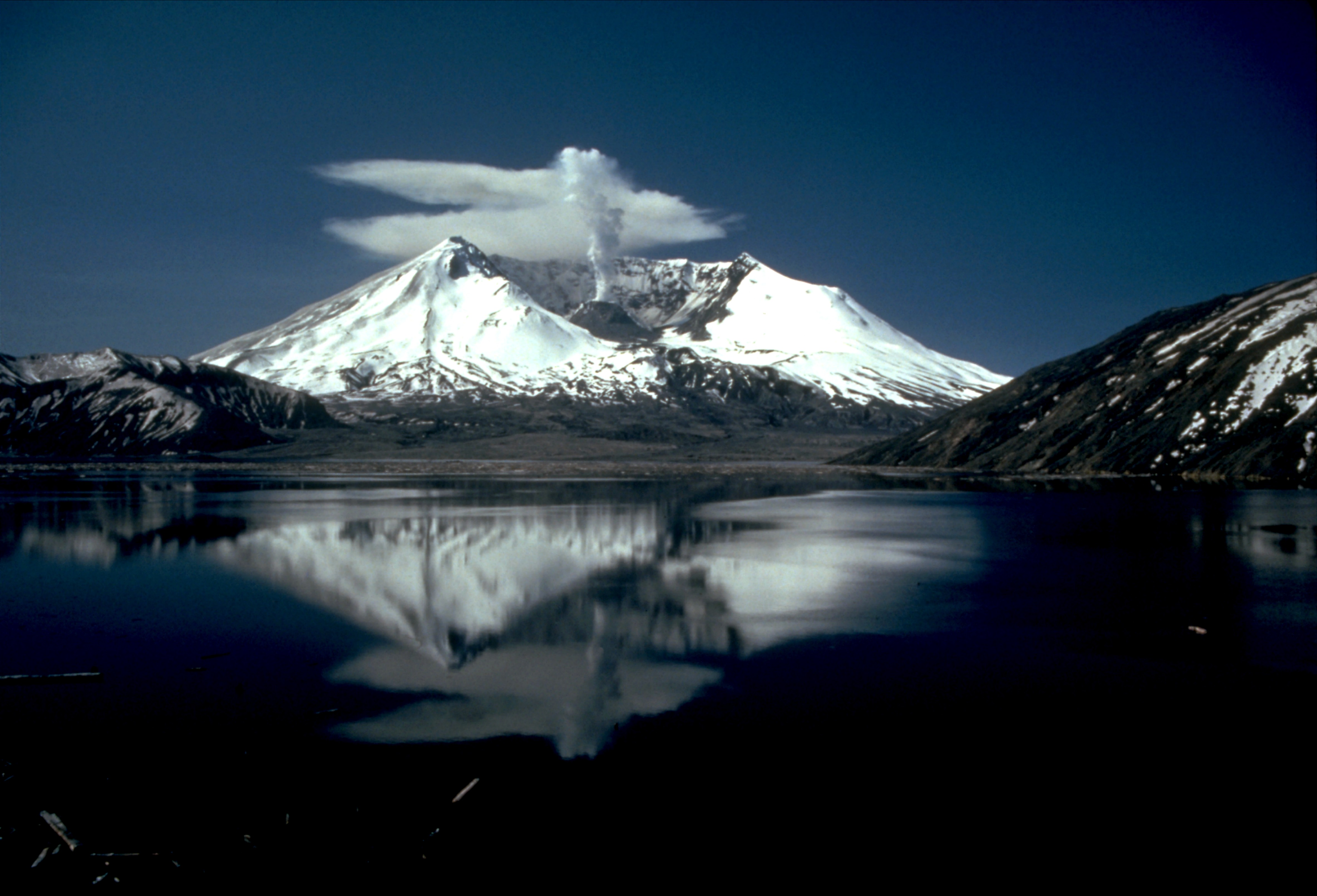
St. Helens hegy

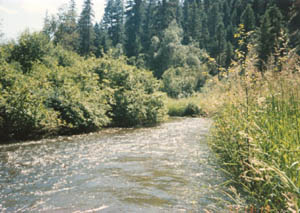
Sanpoil folyó

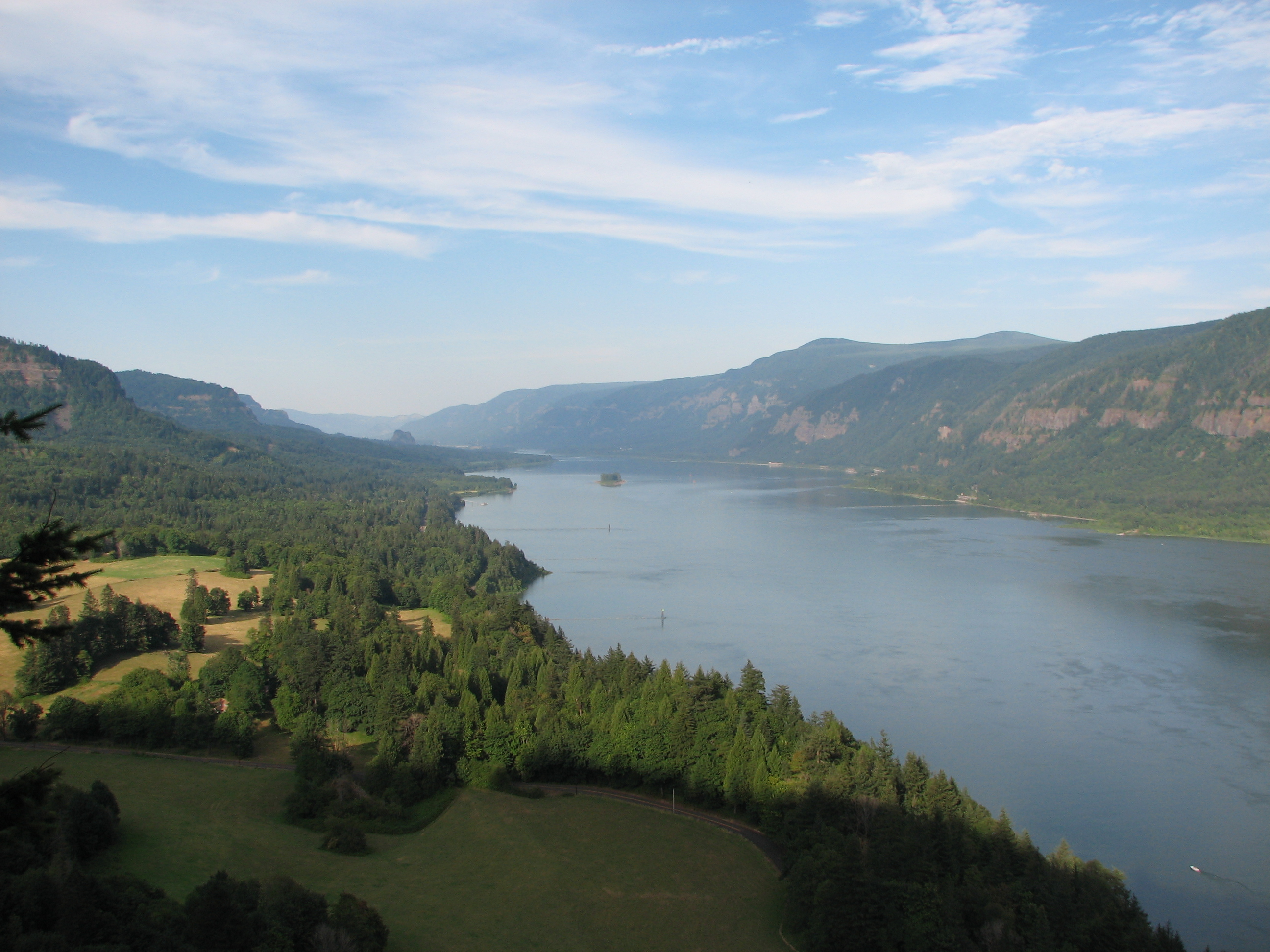
Columbia River Gorge folyószakasz

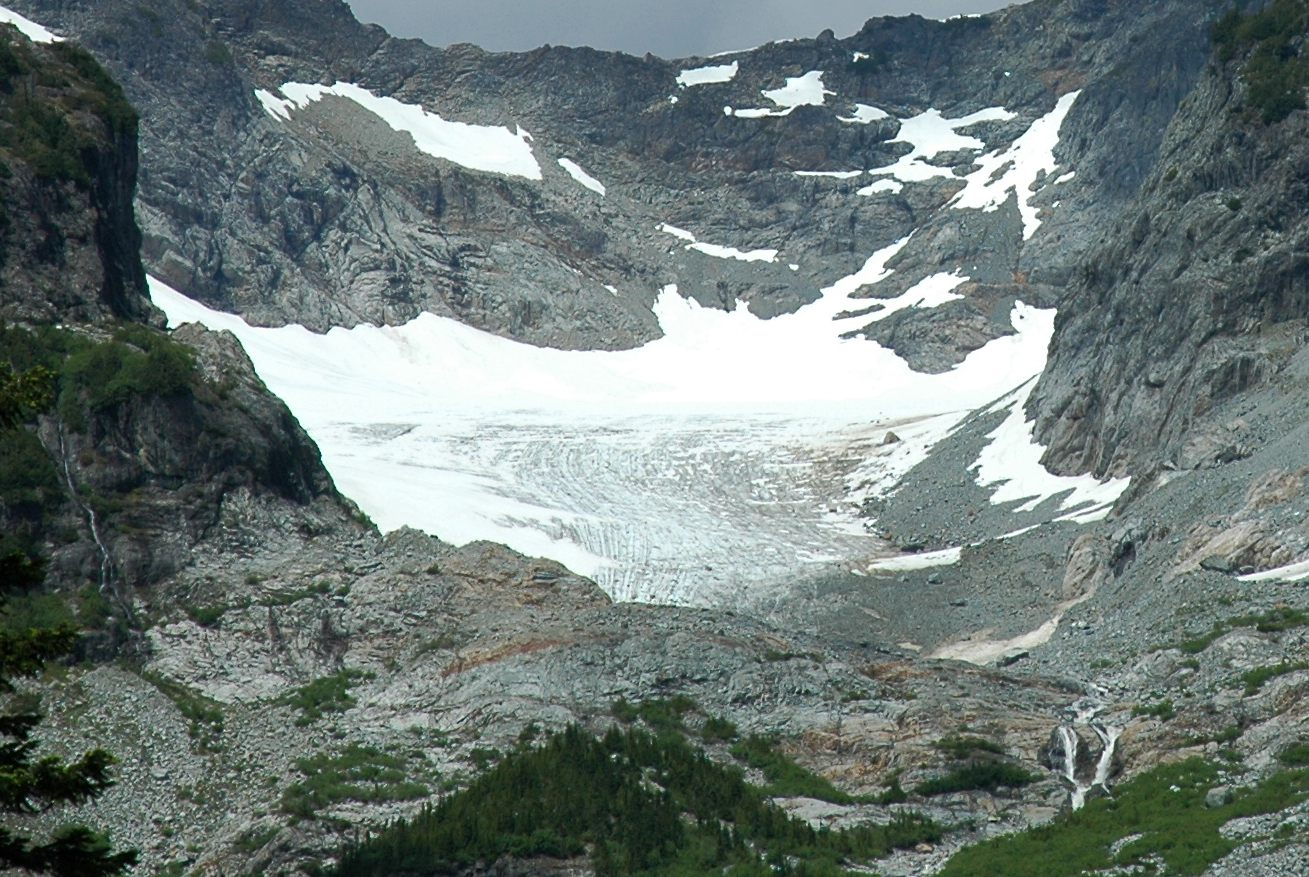
Columbia gleccser

Az államnak három nemzeti parkja és két kiemelten védett területe (National Monutmen) van:
- Mount Rainier Nemzeti Park
- North Cascades Nemzeti Park
- Olympic Nemzeti Park
- Mount St. Helens National Monument
- Hanford Reach National Monument
- San Juan Islands National Monument

Az állam védett erdőségei (National Forest):
- Colville National Forest
- Gifford Pinchot National Forest
- Idaho Panhandle National Forest (Idaho és Montana államokkal közösen fenntartva)
- Kaniksu National Forest
- Mount Baker-Snoqualmie National Forest
- Okanogan National Forest
- Olympic National Forest
- Umatilla National Forest
- Wenatchee National Forest

Nemzeti történelmi helyek:
- Fort Vancouver National Historic Site
- Whitman Mission National Historic Site

Nemzeti rekreációs területek:
- Lake Chelan National Recreation Area
- Lake Roosevelt National Recreation Area
- Ross Lake National Recreation Area

National Scenic Area (Kiemelkedő környezeti és látvánnyal bíró tájvédelmi terület):
- Columbia River Gorge National Scenic Area

Törvényileg védett érintetlen vadon (National Wilderness) természetvédelmi területei:
- Alpine Lakes Wilderness
- Boulder River Wilderness
- The Brothers Wilderness
- Buckhorn Wilderness
- Clearwater Wilderness
- Colonel Bob Wilderness
- Glacier Peak Wilderness
- Glacier View Wilderness
- Goat Rocks Wilderness
- Henry M. Jackson Wilderness
- Indian heaven Wilderness
- Juniper Dunes Wilderness
- Lake Chelan-Sawtooth National Wilderness
- Mount Adams Wilderness
- Mount Baker Wilderness
- Mount Rainier Wilderness
- Mount Skokomish Wilderness
- Noisy-Diobsud Wilderness
- Norse Peak Wilderness
- Olympic Wilderness
- Pasayten Wilderness
- Salmo-Priest Wilderness
- San Juan Wilderness
- Stephen Mather Wilderness
- Tatoosh Wilderness
- The Enchantments
- Trapper Creek Wilderness
- Washington Islands Wilderness
- Wenaha-Tucannon Wilderness
- Wild Sky Wilderness
- William O. Douglas Wilderness
- Wonder Mountain Wilderness

Katonai támaszpontok, kiképzőbázisok:
- 2010-ben összevonták a Fort Lewis katonai támaszpontot és a McChord Field légi támaszpontot
- Naval Base Kitsap haditengerészeti támaszpont
- Yakima Training Center kiképzőközpont
- Puget Sound Naval Shipyard haditengerészeti hajógyár

Indián rezervátumok:
- Chehalis Rezervátum Törzseinek Konföderációja
- Colville Indián Rezervátum
- Cowlitz Indián Rezervátum
- Hoh Indián Rezervátum
- Jamestown S'Klallam Indián Rezervátum
- Kalispel Indián Rezervátum
- Lower Elwha Indián Rezervátum
- Lummi Indián Rezervátum
- Makah Indián Rezervátum
- Muckleshoot Indián Rezervátum
- Nisqually Indián Rezervátum
- Nooksack Indián Rezervátum
- Port Gamble Indián Rezervátum
- Port Madison Indián Rezervátum
- Puyallup Indián Rezervátum
- Quileute Indián Rezervátum
- Quinault Indián Rezervátum
- Samish Indián Rezervátum
- Sauk-Suiattle Indián Rezervátum
- Shoalwater Bay Indián Rezervátum
- Skokomish Indián Rezervátum
- Snoqualmie Indián Rezervátum
- Spokane Indián Rezervátum
- Squaxin Island Indián Rezervátum
- Stillaguamish Indián Rezervátum
- Swinomish Indián Rezervátum
- Tulalip Indián Rezervátum
- Upper Skagit Indián Rezervátum
- Yakama (korábban Yakima) Indián Rezervátum

## Éghajlat
Washington éghajlata nyugatról keletre haladva meglehetősen különböző. A nyugati parton az óceáni éghajlat az uralkodó, a Cascade-hegységtől keletre sokkal szárazabb, kontinentális és félsivatagi éghajlat jellemző. Az állam éghajlatát befolyásolják Csendes-óceánról érkező magas és alacsony légnyomású légtömegek, az északról érkező szárazföldi hideg légtömegek, valamint az Olympic- és Cascade-hegységek. Tavasszal és nyáron a magas légnyomású anticiklon rendszer dominál a Csendes-óceán északi részén, s a légtömegek körforgása az óramutató járásának irányába mozog. Ilyenkor a szél északnyugatról fúj, és viszonylag hűvös levegőt hoz magával, az évszakok pedig általában szárazak. Ősszel és télen az alacsony légnyomású, óramutatóval ellentétes irányú ciklonok délnyugatról érkező szelet hoznak, amely viszonylagosan meleg és nedves, s bőséges csapadékkal jár.
A globális felmelegedés Washington éghajlatát is változtatja. A University of Washington nevű egyetem Climate Impacts csoportja 2006. évi adataiban becsléseket végzett, hogy milyen változásokkal és kockázatokkal járhat az éghajlat változása az állam gazdaságára.

### Eső-árnyék hatás

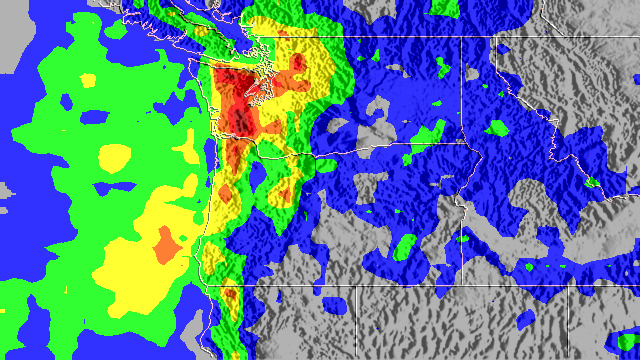
Csapadéktérkép

A Parti-hegység és a Cascade-hegység az óceán felől jövő légtömegeket felemelik, s ezáltal a hegység nyugati oldala sűrű csapadékban részesül, míg a hegység szélmentes lejtői kevés esőt kapnak. Ez fokozott formában jelentkezik az Olympic-hegységben és a Cascade-hegység körül. Mindkét esetben, a hegységek délnyugati, szél felőli oldala sok csapadékot kap, ennek következtében az északnyugati szélcsendes oldalon az eső-árnyék effektus érvényesült és a hőmérséklet magasabb. Az Olympic-hegység délnyugati lejtőjén mérsékelt övi esőerdők alakultak ki, míg az északkeleti lejtők klímája száraz szubmediterrán. Az Olympic-hegységtől északra található Sequim városa, és attól északra a San Juan-szigetek csapadékmennyisége jóval kevesebb, és sokkal több napos napjuk van, az eső-árnyék hatás miatt. Ez egyébként Brit Kolumbia déli felén is érzékelhető.
A Cascade-hegység által kiváltott eső-árnyék hatás sokkal nagyobb területet érint. Télen a Puget Sound öble körüli alacsony síkság felett az eget sűrű köd borítja és sok csapadékot kap, és a Cascade-hegység nyugati lejtőin ugyancsak rendszeresen esik az eső, a magasabb pontokon hó. Az Olympic-félsziget nyugati része pedig sokkal több csapadékot kap, sokszor hónapok telnek el egy tiszta derűs égbolt nélkül. A Cascade-hegység keleti lejtőin és Washington keleti részein félsivatagi állapot alakult ki az eső-árnyék hatás miatt. Ez legjobban az alacsonyan fekvő völgyeket érinti, mint például a Columbia-fennsík és a Columbia folyótól keletre a Snake folyóig egészen az Okanagan-magasföldig.

### Hőmérséklet
Az évi átlagos nappali hőmérséklet a Csendes-óceán parti részein 10,6 °C-tól északkelet felé haladva 4,4 °C-ig tartományba esik. A szélsőséges hőmérséklet -44,4 °C-tól 47,8 °C-ig terjed, melyet a Cascade keleti lejtőin mértek. Washington nyugati része enyhe éghajlatáról ismert, de gyakori a köd, s a sűrű felhőtakaró, s télen a hosszan tartó permetező eső. A nyár száraz és felhőtlen. A nyugati területeken esetenként szélsőséges az időjárás. A tél folyamán előforduló sarkvidéki hideg légtömegek betörése, vagy a nyári forró hullámok érkezése nem ismeretlen.

## Történet
A fehér ember megérkezése előtt a Csendes-óceán partján különböző indián törzsek éltek, s mindegyikük sajátos kultúrával rendelkezett. A Csendes-óceán partján élő halászó törzsek mára inkább a totemoszlopokról és vésett maszkjaikról ismertek, a belső területeken élő törzsek vadászattal, halászattal és gyűjtögetéssel foglalkoztak, s a mezőgazdaság kezdeti formáját is ismerték.
1996. nyarán két egyetemista Kennewick városában, a Columbia folyó partján egy koponyát találtak. Később, a rendőrség megtalálta a hozzá tartozó csontváz 90 százalékát. A csontokat szénizotópos kormeghatározás alá vetették és kiderült, hogy egy i.e. 9200-8340 közti időszakból származó paleoindiántól származik. A lelet rendkívül jelentős, mert ilyen régi és teljes csontvázat korábban nem találtak és számos, a kontinens benépesítésével kapcsolatos kérdést vet fel. Sok évnyi vizsgálat és jogi ügy után 2015. júniusában bejelentették, hogy a csontok a mostani colville indiánokhoz legközelebb álló ősi indiánhoz tartoznak és nem ainuhoz vagy polinéz személyhez, amit eredetileg hittek. A kennewicki ember felfedezésével pedig bebizonyosodott, hogy Amerika benépesedése korábban kezdődhetett, mint ahogy a tudósok gondolták.

### Felfedezők
Az első európai Washington partjain a spanyol Bruno de Heceta volt, aki 1775-ben érte el a mostani amerikai-kanadai határvidéket Santiago nevű hajója fedélzetén, majd tovább hajózott északra, egyes területeket a spanyol korona részévé nyilvánítva, majd délre fordulva felfedezte a Columbia folyó torkolatát, de fel már nem tudott hajózni rajta.
1778-ban a brit James Cook kapitány a Juan de Fuca-szoros nyugati felénél található Flattery-fokhoz eljutott az északnyugati átjárót keresve, de magát a szorost Charles W. Barkley kapitány fedezte fel, illetve annak nevét is ő adta. A szoros további felfedezése a spanyol Manuel Quimper (1790) és Francisco de Eliza (1791) felfedezők nevéhez fűződik, majd a brit George Vancouver szállt itt partra 1792-ben. Az 1790-es évek Nootka Sound egyezményeinek elfogadásakor a Spanyol és a Brit Királyság képviselői megegyeztek abban, hogy békés eszközök mellett folytatják a csendes-óceáni területek feltérképezését és véget vetettek kivételes területi jogaiknak. Ezután az amerikai Robert Gray kapitány feltérképezte a Columbia folyó torkolatát, amit hajója után nevezett el. A szárazföldi Lewis és Clark expedíció 1805. október 10-én jutott el idáig.
1819-ben a spanyolok és az amerikaiak megkötötték az Adams-Onís-egyezményt, amely többek között a 42. szélességi fokot jelölte ki határvonalnak. Ennek értelmében ettől északra az amerikaiak és a britek nyújthattak be igényt erre a területre. 1846-ban az Oregoni Szerződésben egyezett meg az amerikai és a brit kormány a területről. Eszerint a teljes Vancouver-sziget és a 49. szélességi foktól északra minden terület brit marad, attól délre pedig amerikai. 1848-ban létrehozták az Oregoni Területet, amelynek részét képezte a mai Washington is.

### Missziók
1836-ban egy csoport metodista misszionárius érkezett Washington területére, közöttük dr. Marcus Whitman is. Ők voltak az első nagyobb csoport fehér ember, akik emigránsként érkeztek nyugatra. Whitman egy Waiilatpu nevű település mellett alapított missziót az állam délkeleti részén, közel a mai Walla Walla városhoz. Ez a terület korábban a cayuse és nez perce indián törzsek territóriuma volt. 1843-ban Whitman több ezer emigránsnak segített letelepedni úgy, hogy az Oregon-ösvényt használták. Eközben Whitman az indiánoknak is próbált orvosi segítséget nyújtani, de mivel az indiánok nem voltak immunisak az európaiak által behurcolt betegségekre, nagy számban haltak meg. 1847-ben kanyarójárvány tört ki, amiben a cayuse törzs fele és gyermekeik nagy része meghalt. Az indiánok úgy látták, a sok halálozásért Whitman a felelős, ezért november 29-én lemészárolták a Whitman házaspárt és a misszió másik tizenkét lakóját. Másik 53 embert foglyul ejtettek, de később elengedték őket. A fehérek térhódítása és a kétségbeesés vezetett a cayuse háborúhoz, ami 1847-1855 közt folyt az indiánok és a telepesek közt. A cayuse törzs létszáma pedig annyira lecsökkent, hogy a nez perce törzsbe asszimilálódtak.

### Első kereskedelmi pont
Az első állandó kereskedelmi pontot a Puget Sound déli részén alapították 1833-ban, Fort Nisqually néven. Ezt a Hudson's Bay Company egyik leányvállalata üzemeltette telepesek és prémkereskedők részére. 1846-ban négy fehér család, Michael Simmons, a félvér George Washington Bush és fehér felesége, Isabella James Bush vezetésével volt a mai Tumwater területén telepedtek le egy New Market nevű helyen. Ennek oka az volt, hogy Oregonban nem birtokolhatott földet fekete bőrű vagy származású ember. Őket több száz család követte és Washington nyugati partvidéke elkezdett benépesülni.

### Az állam létrejötte és fejlődése
1889-ben az amerikai kongresszus megszavazta az Engedélyező törvényt (Enabling Act), amelynek értelmében négy terület: Washington, Észak-Dakota, Dél-Dakota valamint Montana hozhatott létre helyi kormányzatot és léphetett be az Unióba. Washington 1889. november 11-én az Egyesült Államok 42. állama lett. A legelső, legfontosabb bevételi források a mezőgazdaságból (a Yakima-völgyben), a fakitermelésből (a hegyvidéki területeken) és a bányászatból (Spokane városa körül) voltak. A Puget Sound partján pedig halfeldolgozó és fafeldolgozó üzemek létesültek. 1905-re az állam lett a legnagyobb fakitermelő az országban.
Tacoma térségében dolgozták fel a kitermelt arany-, ezüst-, réz- és ólomércet. Seattle a legfontosabb kikötő volt, ahonnan az Alaszkával való kereskedelmet bonyolították le és egy ideig több hajógyára is volt.
Az első világháború alatt a Puget Sound környékét iparosították, és a második világháború alatt számos üzemet hoztak létre, valamint ekkor lett közismert a Boeing cég. Tódzsó Hideki japán miniszterelnök olyan terveket szövögetett, hogy Hawaii-val és Alaszkával együtt Washington államot is Japánhoz csatolja.
A nagy gazdasági világválság idején a Columbia folyón egy sor duzzasztógátat építettek, amely hozzájárult az elektromos áram termeléséhez. 1933-42 között épült a Grand Coulee Dam nevű vízerőmű, ami 1942-80 között a világ legnagyobb vízerőműve volt és a mai napig az USA legtöbb elektromos áramot termelő létesítménye.
A második világháború alatt az állam jelentős hadiipari központtá vált. A Boeing nehézbombázókat gyártott, Seattle, Bremerton, Vancouver valamint Tacoma kikötőiben pedig hadihajókat építettek. A háború alatt Seattle-ből szállították a katonákat a Csendes-óceán különböző térségeibe. Washington keleti részén 1943-ban megnyitották a Hanford Works atomerőművet, ami fontos szerepet játszott az atombomba építésében is.
1980. május 18-án kitört a Mount Saint Helens vulkán, és a robbanás szétrombolta a vulkán tetejének nagy részét. A vulkánkitörés az egyik legjobban dokumentált modern kori természeti katasztrófa lett.

## Népesség

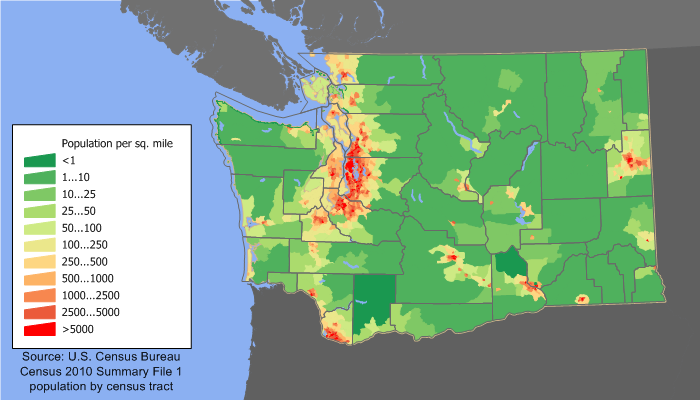
Washington népsűrűségi térképe

A 2000. évi felmérések szerint a központi lakosság King megyében North Bend-től délkeletre és Enumclaw-tól északkeletre koncentrálódott. A 2006. évi népszámlálás becslései alapján Washington lakosainak száma 6 501 658 fő volt, mely 8,5%-os növekedést mutat a 2000. évi adatokhoz képest. Ez a természetes növekedés arányát (221 958 fő) is mutatja, ahol a születések száma 503 819 fő, s a halálozások száma 281 861 fő volt. Az országhatáron kívülről érkezett emigránsok száma 157 950 fő, s az országhatáron belülről érkezettek száma 129 809 fő volt.
A U.S. Census Bureau 2000. évi adatai alapján Seattle-Tacoma-Bellevue metropolisz lakosainak száma 3 043 878 fő volt, amely az állam teljes lakosságának a fele.
2004. évi felmérések szerint Washington lakosainak száma 6 315 000. A külföldön születettek (10,3%) és a becslések szerint illegálisan itt tartózkodók száma hozzávetőleg 100 000 fő, a teljes lakosság 1,6%-a.
2014. évi felmérések a lakosságot 7 061 530 főre becsülik.

### Rassz
A leszármazottak szerinti hat legnagyobb csoport a 2000-ben készült felmérés szerint: német (18,7%), angol (12%), ír (11,4%), norvég (6,2%), mexikói (5,6%) és Fülöp-szigeteki (3,7%).
Sok emigráns munkás dolgozik a földeken az állam délkelet-közép részén, de Washington nyugati részén is növekszik a kétkezi munkások aránya.
Washington ázsiai származású lakosainak száma szerint az ötven tagállam közül a negyedik legnagyobb. A Fülöp-szigeteki emigránsok teszik ki az ázsiai betelepülők legnagyobb százalékát. Gary Locke volt az első ázsiai származású kormányzó, és ő volt az egyetlen kínai származású kormányzó az Egyesült Államokban a 20. század végén.
Washington egyike azon államoknak, ahol az őslakosok száma meghaladja a 100 ezret. 32 államilag is elismert indián rezervátumával a harmadik legtöbb rezervátummal bíró állam Kalifornia és Oklahoma mögött. Vannak rezervátumok, ahol nem csak egy törzs él, hanem több is, a rezervátumok lélekszáma pedig a többezrestől a néhány százfősig terjed. A tengerparti törzsek kultúrája teljesen elkülönül a szárazföld belsejében élőkétől. Számos földrajzi névnek indián eredetű neve van: Yakima, Seattle, Spokane, Puyallup, Walla Walla, Okanogan.

### Vallás

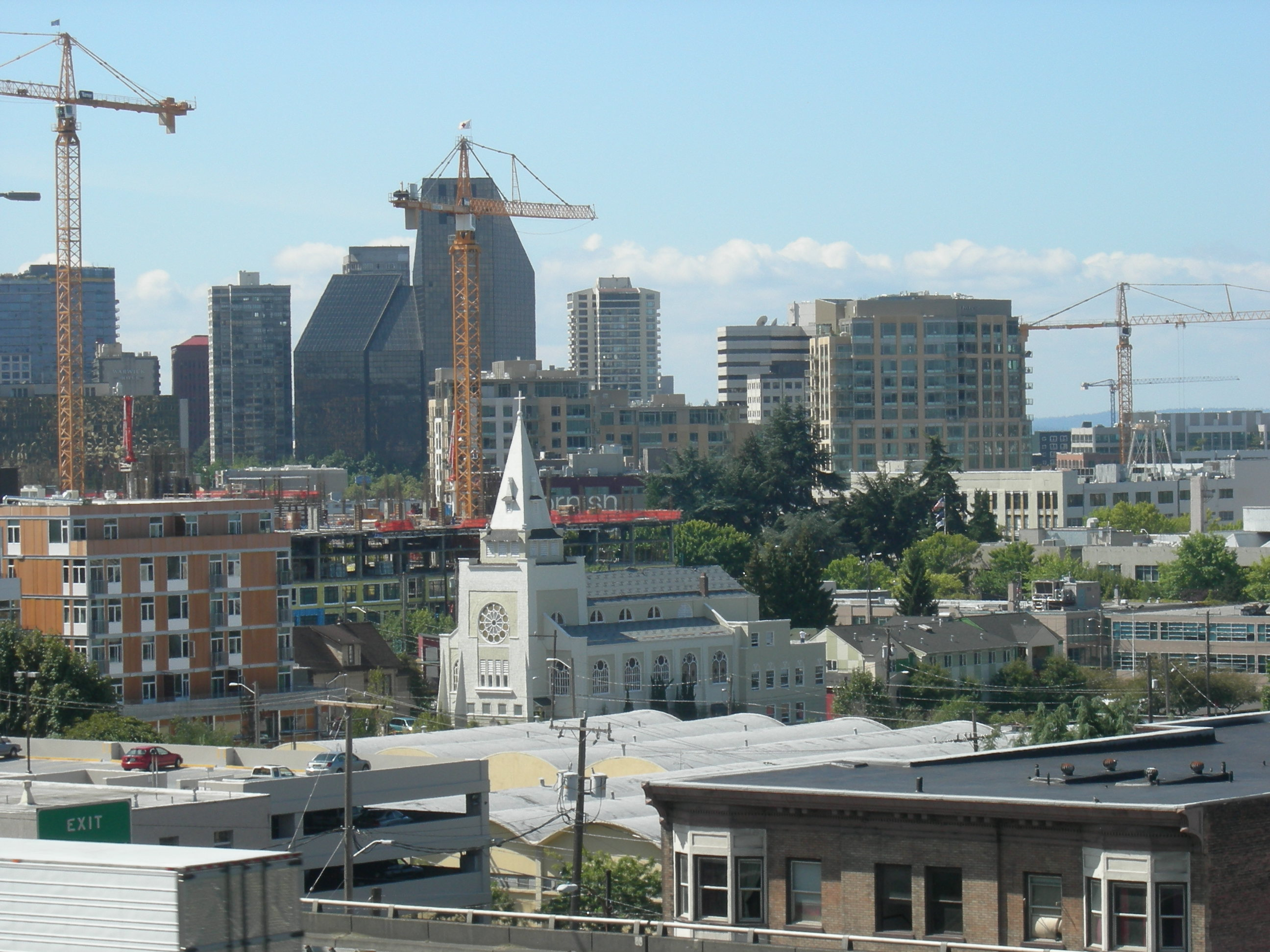
Immanuel Luteránus templom, Seattle

- keresztény
  - protestáns: 29%
    - lutheránus: 6%
    - baptista: 6%
    - metodista: 4%
    - presbiteriánus: 3%
    - más protestáns vallás: 10%

  - római katolikus: 20%
  - más keresztény vallás: 11%
  - mormon: 3%
- más vallások: 5%
- nem válaszolt: 6%
- nem vallásos: 25%

## Közigazgatás

### Megyék
Washington államnak 39 megyéje van. Snohomish megye egyes lakói Freedom megye lakóinak tartják magukat, de ez hivatalosan nem elfogadott.
Ezek: Adams, Asotin, Benton, Chelan, Clallam, Clark, Columbia, Cowlitz, Douglas, Ferry, Franklin, Garfield, Grant, Grays, Island, Jefferson, King, Kitsap, Kittitas, Klickitat, Lewis, Lincoln, Mason, Okanogan, Pacific, Pend, Pierce, San Juan, Skagit, Skamania, Snohomish, Spokane, Stevens, Thurston, Wahkiakum, Walla Walla, Whatcom, Whitman, Yakima.

### Városai

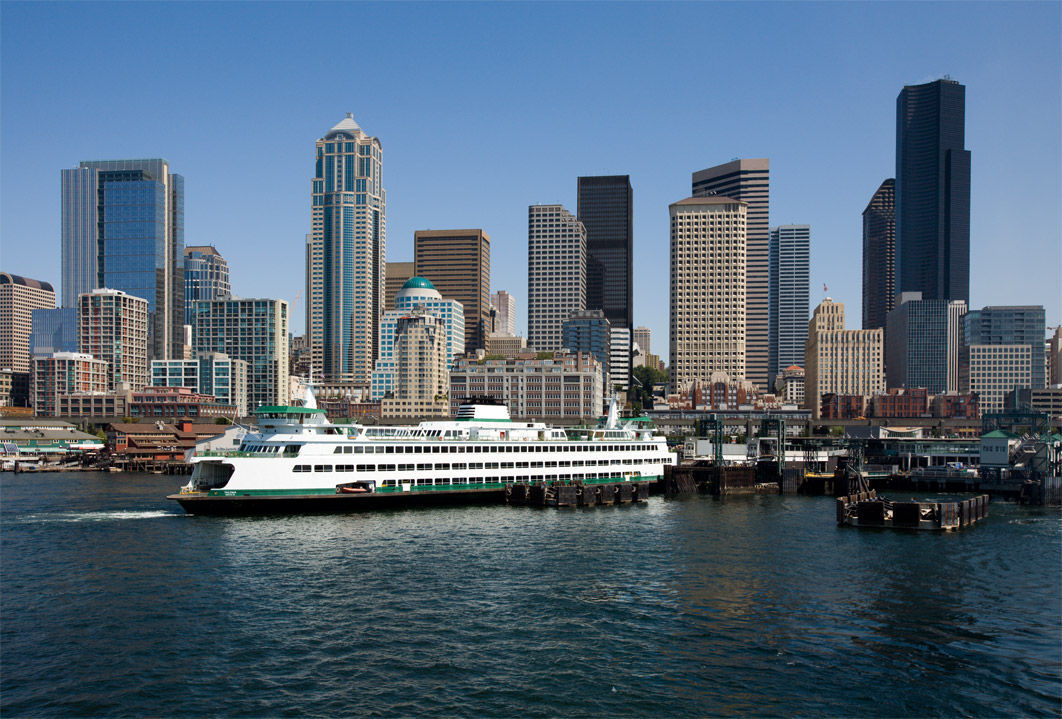
Seattle

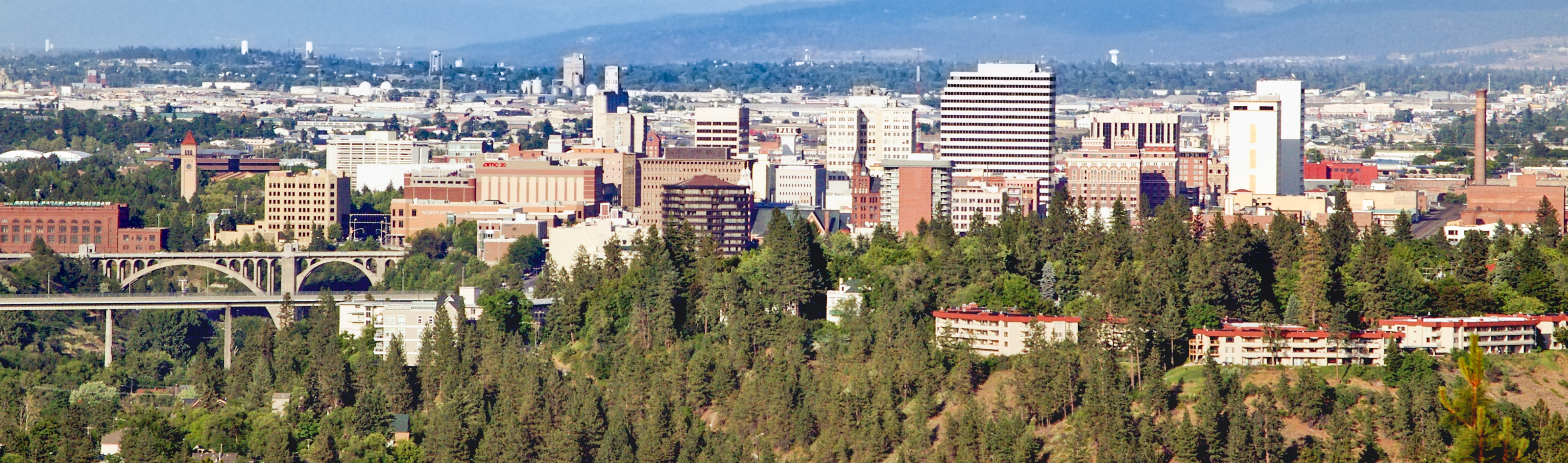
Spokane

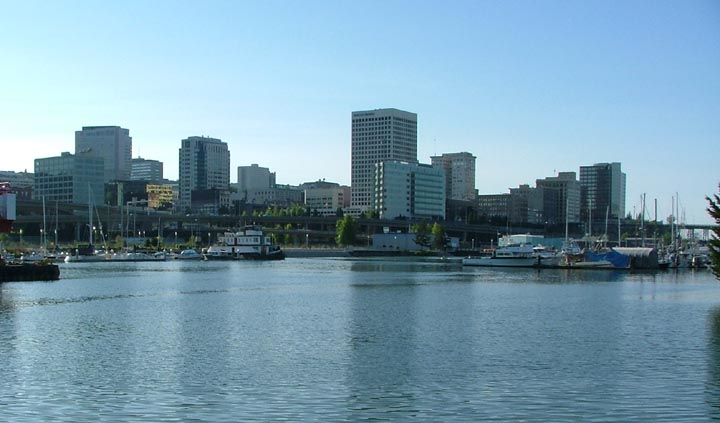
Tacoma

Washington legnépesebb városai a 2023. évi népszámlálás becslése szerint.

| Rank | Város          | Lakosság/fő |
| ---- | -------------- | ----------- |
| 1    | Seattle        | 779 200     |
| 2    | Spokane        | 232 700     |
| 3    | Tacoma         | 222 400     |
| 4    | Vancouver      | 199 600     |
| 5    | Bellevue       | 154 600     |
| 6    | Kent           | 139 100     |
| 7    | Everett        | 114 200     |
| 8    | Renton         | 107 900     |
| 9    | Spokane Valley | 107 400     |
| 10   | Federal Way    | 102 000     |
| 11   | Yakima         | 98 650      |
| 12   | Kirkland       | 96 920      |
| 13   | Bellingham     | 95 960      |

## Gazdaság
Washington bruttó hazai terméke a 2007. évben 311,5 milliárd dollár volt, ezáltal nemzeti szinten a 14. helyen áll. Az egy főre jutó jövedelem nagysága 41 751 dollár volt, ez nemzeti szinten a tizenkettedik.
Jelentős iparágak: a repülőgép gyártás, számítógépes szoftverfejlesztés (Microsoft, Amazon.com, Nintendo of America), elektromos berendezések gyártása, biotechnológiai üzemek fejlesztése, alumíniumgyártás, fakitermelés és fatermékek árusítása, bányászat és turizmus. Az állam jelentős bevételre tesz szert az elektromos áram termeléséből. Jelentős az ázsiai export-import a Puget Sound kikötőiben.
Washington állam adórendszere regresszív, azaz minél nagyobb a jövedelem, annál kisebb az adókulcs, viszont egyike azon hét államnak, ahol nincs jövedelemadó. Az alacsony és középkeresetűek százalékosan több adót fizetnek, mint a gazdagabb réteg. Az ÁFA 6,5%. A legtöbb élelmiszer adómentes, de az elkészített ételek, kiegészítő készítmények és az üdítő italok nem élveznek adómentességet. Az ingatlanok és a járművek szintén adózás alá esnek, hacsak az illetékes személy nem részesül adómentességben.

### Mezőgazdaság
Washington vezető mezőgazdasági állam. A 2013. évi adatok szerint az államnak 10,2 milliárd dollár bevétele volt mezőgazdaságból, ami az állam bevételének 12 százaléka. A mezőgazdasági bevétel alapján az állam nincs az első tíz állam között. Ebből 3,8 milliárd dollár volt a gabona, amely a 7. legnagyobb az USA államai közül. Az állattenyésztésből befolyt jövedelem 1,5 milliárd dollár volt, amellyel az állam a 26. helyet foglalja el a nemzeti listán.
2013-ban az állam első helyen állt málna, komló, fodormentaolaj, borsmenta olaj, alma, vadcseresznye, ráncos borsó, körte, valamint zöldborsó és sárgarépa feldolgozásban. Nemzeti szinten a második helyet foglalja el az őszi burgonya, sárgabarack, őszibarack, összes szőlőfajta, hagyma termesztésben és édes kukorica feldolgozásban. A harmadik helyen áll a lencse, spárga, cukorborsó, meggy, szilva, ringló, áfonya és Concord szőlő termesztésben. Washington az Egyesült Államok legnagyobb almatermesztője. Több mint 70 ezer hektáron termesztenek almát az 1880-as évek óta. Évente 35-45 ezer almaszedőt alkalmaznak, akik leszedik, majd a megfelelő helyre juttatják az almát. Egy részéből almalé készül, de az ázsiai export is jelentős. Az itt termesztett alma 34 százalékát a Red Delicious teszi ki, de az első tízben van a Granny Smith, a Golden Delicious és a Gala is. Az almából származó bevétel több mint kétmilliárd dolláros.
A szőlőtermesztés és bortermelés Kalifornia után a második helyen áll, bár az első tizennyolcszor annyit (4,2 millió tonnát) termel, mint Washington. Az államnak 13 hivatalosan elismert borvidéke van, a legtöbb a Columbia folyó és a Yakima-völgy mentén. Több mint 850 borászat található az államban, a legnépszerűbb szőlőfajták pedig a rizling, a chardonnay és a cabernet sauvignon.